# Liste mathematischer Abkürzungen
Diese Liste mathematischer Abkürzungen führt bekannte Abkürzungen mathematischer Fachbegriffe bestehend aus zwei oder mehr Buchstaben auf. Neben der Abkürzung selbst wird die (gegebenenfalls fremdsprachliche) Vollform sowie die deutsche Bedeutung angegeben.

## A
| Abb.    | Abbildung                                      | Funktion                          |
| abs     | absolut                                        | Absolutwert                       |
| AC      | axiom of choice                                | Auswahlaxiom                      |
| adj     | adjungiert                                     | Adjungierte Matrix                |
| adj     | adjunkt                                        | Adjunkte                          |
| AGM     | arithmetisch-geometrisches Mittel              | Arithmetisch-geometrisches Mittel |
| Ai      | Airy                                           | Airy-Funktion                     |
| Alt     | alternierend                                   | Alternierende Gruppe              |
| AMG     | algebraisches Mehrgitterverfahren              | Algebraisches Mehrgitterverfahren |
| ANOVA   | analysis of variance                           | Varianzanalyse                    |
| arccos  | arcus cosinus                                  | Arkuskosinus                      |
| arccot  | arcus cotangens                                | Arkuskotangens                    |
| arccsc  | arcus cosecans                                 | Arkuskosekans                     |
| ARCH    | auto-regressive conditional heteroscedasticity | ARCH-Modell                       |
| arcosh  | area cosinus hyperbolicus                      | Areakosinus hyperbolicus          |
| arcoth  | area cotangens hyperbolicus                    | Areakotangens hyperbolicus        |
| arcsch  | area cosecans hyperbolicus                     | Areakosekans hyperbolicus         |
| arcsec  | arcus secans                                   | Arkussekans                       |
| arcsin  | arcus sinus                                    | Arkussinus                        |
| arctan  | arcus tangens                                  | Arkustangens                      |
| arg     | argumentum                                     | Argument einer komplexen Zahl     |
| arg max | argumentum maximi                              | Argument des Maximums             |
| arg min | argumentum minimi                              | Argument des Minimums             |
| ARMA    | auto-regressive moving average                 | ARMA-Modell                       |
| arsech  | area secans hyperbolicus                       | Areasekans hyperbolicus           |
| arsinh  | area sinus hyperbolicus                        | Areasinus hyperbolicus            |
| artanh  | area tangens hyperbolicus                      | Areatangens hyperbolicus          |
| Aut     | Automorphismus                                 | Automorphismengruppe              |
| AWA     | Anfangswertaufgabe                             | Anfangswertproblem                |
| AWP     | Anfangswertproblem                             | Anfangswertproblem                |

## B
| Bi   | –                               | Airy-Funktion der zweiten Art                |
| BMO  | bounded mean oscillation        | BMO-Raum                                     |
| BV   | bounded variation               | Beschränkte Variation                        |
| BLUE | best unbiased linear estimator  | Beste Lineare Erwartungstreue Schätzfunktion |
| BUE  | best unbiased estimator         | Beste Erwartungstreue Schätzfunktion         |
| BLUP | best linear unbiased prediction | Beste Lineare Erwartungstreue Vorhersage     |

## C
| card     | cardinalis                 | Mächtigkeit einer Menge                 |
| CAS      | Computeralgebrasystem      | Computeralgebrasystem                   |
| CG       | conjugate gradient         | Verfahren der konjugierten Gradienten   |
| CGS      | conjugate gradient squared | CGS-Verfahren                           |
| char     | Charakteristik             | Charakteristik eines Rings oder Körpers |
| Ci       | cosinus integralis         | Integralkosinus                         |
| Cl       | Clausen                    | Clausen-Funktion                        |
| cn       | cosinus amplitudinis       | Cosinus amplitudinis                    |
| Cof, cof | cofactor                   | Kofaktormatrix                          |
| coker    | cokernel                   | Kokern einer Abbildung                  |
| cos      | cosinus                    | Kosinus                                 |
| cosh     | cosinus hyperbolicus       | Kosinus hyperbolicus                    |
| cot      | cotangens                  | Kotangens                               |
| coth     | cotangens hyperbolicus     | Kotangens hyperbolicus                  |
| Cov      | covariance                 | Kovarianz zweier Zufallsvariablen       |
| csc      | cosecans                   | Kosekans                                |
| csch     | cosecans hyperbolicus      | Kosekans hyperbolicus                   |
| CSU      | Cauchy-Schwarz-Ungleichung | Cauchy-Schwarz-Ungleichung              |

## D
| DAG                 | directed acyclic graph        | Gerichteter azyklischer Graph                        |
| DCT                 | discrete cosine transform     | Diskrete Kosinustransformation                       |
| def                 | Defekt                        | Defekt einer linearen Abbildung                      |
| def.                | definitionsgemäß              | Definitionsgleichung                                 |
| deg                 | degree                        | Grad eines Polynoms                                  |
| det                 | Determinante                  | Determinante einer Matrix                            |
| DFT                 | discrete Fourier transform    | Diskrete Fourier-Transformation                      |
| DGL, DGl., Dgl., DG | Differentialgleichung         | Differentialgleichung                                |
| DGS                 | Dynamische Geometrie-Software | Dynamische-Geometrie-Software                        |
| diag                | diagonal                      | Diagonalmatrix                                       |
| diffbar             | differenzierbar               | Differenzierbarkeit einer Funktion                   |
| dim                 | Dimension                     | Dimension eines Vektorraums                          |
| div                 | Divergenz                     | Divergenz eines Vektorfeldes                         |
| dn                  | delta amplitudinis            | Delta amplitudinis                                   |
| dom                 | domain oder Domäne            | Definitionsmenge einer Funktion bzw. eines Operators |
| DST                 | discrete sine transform       | Diskrete Sinustransformation                         |
| DWT                 | discrete wavelet transform    | Diskrete Wavelet-Transformation                      |

## E
| EDA  | explorative Datenanalyse     | Explorative Datenanalyse     |
| Ei   | exponential integral         | Integralexponentialfunktion  |
| Eig  | Eigenraum                    | Eigenraum                    |
| End  | Endomorphismus               | Kategorie der Endomorphismen |
| erf  | error function               | Fehlerfunktion               |
| erfc | error function complementary | Komplementäre Fehlerfunktion |
| erfi | error function imaginary     | Imaginäre Fehlerfunktion     |
| EV   | Eigenvektor                  | Eigenvektor                  |
| EW   | Eigenwert                    | Eigenwert                    |
| exp  | Exponent                     | Exponentialfunktion          |
| Exp  | Exponent                     | Gruppenexponent              |
| Ext  | extension                    | Ext-Funktor                  |

## F
| FA    | Funktionalanalysis      | Funktionalanalysis              |
| f. a. | fast alle               | Fast alle                       |
| FEM   | Finite-Elemente-Methode | Finite-Elemente-Methode         |
| FFT   | fast Fourier transform  | Schnelle Fourier-Transformation |
| Fkt.  | Funktion                | Funktion                        |
| Frob  | Frobenius               | Frobeniushomomorphismus         |
| f. s. | fast sicher             | Fast sicher                     |
| FT    | Fourier-Transformation  | Fourier-Transformation          |
| FT    | Funktionentheorie       | Funktionentheorie               |
| f. ü. | fast überall            | Fast überall                    |
| FWT   | fast wavelet transform  | Schnelle Wavelet-Transformation |

## G
| Gal   | Galois                                                     | Galoisgruppe               |
| GARCH | generalized auto-regressive conditional heteroscedasticity | GARCH-Modell               |
| gd    | Gudermann                                                  | Gudermannfunktion          |
| gdw.  | genau dann wenn                                            | Logische Äquivalenz        |
| GF    | Galois field                                               | Galoiskörper               |
| ggT   | größter gemeinsamer Teiler                                 | Größter gemeinsamer Teiler |
| GL    | generell linear oder englisch general linear               | Allgemeine lineare Gruppe  |
| glm.  | gleichmäßig                                                | Gleichmäßige Konvergenz    |
| grad  | Gradient                                                   | Gradient eines Skalarfelds |
| GT    | Graphentheorie                                             | Graphentheorie             |

## H
| HM  | höhere Mathematik    | Höhere Mathematik    |
| HNF | Hessesche Normalform | Hessesche Normalform |
| Hom | Homomorphismus       | Hom-Funktor          |

## I
| IA     | Induktionsanfang                    | Teil einer vollständigen Induktion                  |
| id     | identisch                           | Identische Abbildung                                |
| i.d.   | identically distributed             | Identisch verteilte Zufallsvariablen                |
| i.i.d. | independent identically distributed | Unabhängig und identisch verteilte Zufallsvariablen |
| ILP    | integer linear program              | Ganzzahlige lineare Programmierung                  |
| Im     | image                               | Bild einer Abbildung                                |
| Im     | imaginär                            | Imaginärteil einer komplexen Zahl                   |
| ind    | index                               | Umlaufzahl einer Kurve                              |
| inf    | infimum                             | Infimum einer Menge                                 |
| int    | interior                            | Inneres einer Menge                                 |
| inv    | inversion                           | Inversion                                           |
| IQR    | interquartile range                 | Interquartilsabstand                                |
| IS     | Induktionsschritt                   | Teil einer vollständigen Induktion                  |
| IV     | Induktionsvoraussetzung             | Teil einer vollständigen Induktion                  |

## J
| JNF | Jordansche Normalform | Jordansche Normalform |

## K
| ker | kernel                           | Kern einer Abbildung             |
| kgV | kleinstes gemeinsames Vielfaches | Kleinstes gemeinsames Vielfaches |
| Kor | Korrelationskoeffizient          | Korrelationskoeffizient          |
| kQ  | kleinste Quadrate                | Methode der kleinsten Quadrate   |

## L
| LA      | lineare Algebra               | Lineare Algebra                     |
| LCG     | linear congruential generator | Linearer Kongruenzgenerator         |
| ld      | logarithmus dualis            | Binärer Logarithmus                 |
| lg      | logarithmus                   | Dekadischer Logarithmus             |
| LGS     | lineares Gleichungssystem     | Lineares Gleichungssystem           |
| li      | logarithmus integralis        | Integrallogarithmus                 |
| lim     | limes                         | Grenzwert einer Folge oder Funktion |
| lim inf | limes inferior                | Limes inferior                      |
| lim sup | limes superior                | Limes superior                      |
| lin.    | linear                        | Linearität                          |
| ln      | logarithmus naturalis         | Natürlicher Logarithmus             |
| log     | logarithmus                   | Logarithmus                         |
| LP      | lineares Programm             | Lineare Programmierung              |
| LS      | least squares                 | Methode der kleinsten Quadrate      |

## M
| max | maximum                            | Maximum einer Menge                |
| med | Median                             | Median                             |
| MG  | multigrid                          | Mehrgitterverfahren                |
| min | minimum                            | Minimum einer Menge                |
| mod | modulo                             | Modulo (Division mit Rest)         |
| Mor | Morphismus                         | Morphismus                         |
| MP  | Modus ponens                       | Modus ponens                       |
| MR  | Mathematical Reviews               | Mathematical Reviews               |
| MSC | Mathematics Subject Classification | Mathematics Subject Classification |
| MW  | Mittelwert                         | Mittelwert                         |
| MWS | Mittelwertsatz                     | Mittelwertsatz                     |

## N
| NAND  | not and                       | Nand-Verknüpfung                  |
| NBG   | Neumann-Bernays-Gödel         | Neumann-Bernays-Gödel-Mengenlehre |
| NF    | new foundations               | Mengenlehre nach Quine            |
| NLP   | nichtlineares Programm        | Nichtlineare Programmierung       |
| NOR   | not or                        | Nor-Verknüpfung                   |
| NR    | Nebenrechnung                 | Nebenrechnung                     |
| NV    | Normalverteilung              | Normalverteilung                  |
| n. V. | nach Voraussetzung            | Begriff innerhalb von Beweisen    |
| NLML  | non linear maximum likelihood | Maximum-Likelihood-Methode        |

## O
| o. B. d. A. | ohne Beschränkung der Allgemeinheit | Ohne Beschränkung der Allgemeinheit |
| ODE         | ordinary differential equation      | Gewöhnliche Differentialgleichung   |
| o. E.       | ohne Einschränkung                  | Ohne Beschränkung der Allgemeinheit |
| ONB         | Orthonormalbasis                    | Orthonormalbasis                    |
| ONS         | Orthonormalsystem                   | Orthonormalsystem                   |
| ord         | order                               | Ordnung eines Gruppenelementes      |
| Ord         | Ordinalzahl                         | Menge der Ordinalzahlen             |

## P
| PDE       | partial differential equation   | Partielle Differentialgleichung     |
| PDGl, PDG | partielle Differentialgleichung | Partielle Differentialgleichung     |
| PGL       | projective general linear       | Projektive lineare Gruppe           |
| pktw.     | punktweise                      | Punktweise Konvergenz               |
| PN        | polnische Notation              | Polnische Notation                  |
| Pr        | probability                     | Wahrscheinlichkeit                  |
| PSL       | projective special linear       | Projektive spezielle lineare Gruppe |
| PSp, PGSp | projective (general) symplectic | Projektive symplektische Gruppe     |
| PSU       | projective special unitary      | Projektive spezielle unitäre Gruppe |

## Q
| q. e. d. | quod erat demonstrandum   | Was zu beweisen war                |
| q. e. f. | quod erat faciendum       | Was zu machen war                  |
| QMCV     | Quine-McCluskey-Verfahren | Verfahren nach Quine und McCluskey |
| Quot     | Quotient                  | Quotientenkörper eines Rings       |

## R
| Re   | Realteil                | Realteil einer komplexen Zahl           |
| Res  | Residuum                | Residuum einer komplexwertigen Funktion |
| rect | rectangle               | Rechteckfunktion                        |
| rg   | Rang                    | Rang einer Matrix                       |
| RH   | Riemannsche Hypothese   | Riemannsche Vermutung                   |
| RNG  | random number generator | Zufallszahlengenerator                  |
| rot  | Rotation                | Rotation eines Vektorfeldes             |
| RWA  | Randwertaufgabe         | Randwertproblem                         |
| RWP  | Randwertproblem         | Randwertproblem                         |

## S
| SDE    | stochastic differential equation    | Stochastische Differentialgleichung |
| SDGl   | stochastische Differentialgleichung | Stochastische Differentialgleichung |
| sec    | secans                              | Sekans                              |
| sech   | secans hyperbolicus                 | Sekans hyperbolicus                 |
| sgn    | signum                              | Vorzeichenfunktion                  |
| Si     | sinus integralis                    | Integralsinus                       |
| sig    | sigmoid                             | Sigmoid-Funktion                    |
| sin    | sinus                               | Sinus                               |
| sinc   | sinus cardinalis                    | Sinc-Funktion                       |
| sinh   | sinus hyperbolicus                  | Sinus hyperbolicus                  |
| SL     | special linear                      | Spezielle lineare Gruppe            |
| sn     | sinus amplitudinis                  | Sinus amplitudinis                  |
| SO     | special orthogonal                  | Spezielle orthogonale Gruppe        |
| SOR    | successive over-relaxation          | Überrelaxationsverfahren            |
| Sp, sp | Spur                                | Spur einer Matrix                   |
| Sp, SP | symplektisch                        | Symplektische Gruppe                |
| span   | span                                | Lineare Hülle von Vektoren          |
| Spec   | spectrum                            | Spektrum eines Ringes               |
| stat.  | statistisch                         | Statistik                           |
| stoch. | stochastisch                        | Stochastik                          |
| SU     | special unitary                     | Spezielle unitäre Gruppe            |
| sup    | supremum                            | Supremum einer Menge                |
| supp   | support                             | Träger einer Funktion               |
| SVD    | singular value decomposition        | Singulärwertzerlegung               |
| SWZ    | Singulärwertzerlegung               | Singulärwertzerlegung               |
| Sym    | symmetrisch                         | Symmetrische Gruppe                 |

## T
| tan    | tangens              | Tangens               |
| tanc   | tangens cardinalis   | Tanc-Funktion         |
| tanh   | tangens hyperbolicus | Tangens hyperbolicus  |
| Tor    | torsion              | Tor-Funktor           |
| Tr     | Träger               | Träger einer Funktion |
| Tr, tr | trace                | Spur einer Matrix     |

## U
| UPN      | umgekehrte polnische Notation | Umgekehrte polnische Notation |
| u. d. N. | unter der Nebenbedingung      |                               |

| u. d. Nb. | Maximierung unter Nebenbedingungen | Lagrange-Multiplikator |

## V
| Var | Varianz    | Varianz einer Zufallsvariable |
| VR  | Vektorraum | Vektorraum                    |

## W
| w. z. b. w. | was zu beweisen war | Quod erat demonstrandum |

## X
| XOR | exclusive or | Kontravalenz |

## Z
| ZF  | Zermelo Fraenkel        | Zermelo-Fraenkel-Mengenlehre                  |
| ZFC | Zermelo Fraenkel choice | Zermelo-Fraenkel-Mengenlehre mit Auswahlaxiom |
| ZV  | Zufallsvariable         | Zufallsvariable                               |
| ZWS | Zwischenwertsatz        | Zwischenwertsatz                              |
| z.  | zu zeigen               | Begriff innerhalb von Beweisen                |
| ZZ  | Zufallszahl             | Zufallszahl                                   |